# Balear (1924)
La Balear és una barca de bou mallorquina construïda el 1924 a les drassanes dels germans Ballester, fa 13,95 m. d'eslora i 4,56 de màniga. És l'única embarcació d'aquestes característiques que es conserva a Mallorca dissenyada amb unes línies de navegació exclusives per a la vela i per a la pesca del bou amb parell, però l'any 1925 fou motoritzada.
Va servir com barca de pesca fins a l'any 1995, en què el seu propietari va decidir canviar-la per una barca més moderna. Per tal de poder accedir a la subvenció per a la renovació de la flota pesquera s'havia de procedir a la seva destrucció material, per evitar-ho el Consell de Mallorca, a proposta del Conseller de Cultura i Patrimoni, Damià Pons i Pons, la va declarar Bé d'interès cultural amb la categoria de Monument, l'any 1998.
Aleshores el propietari, Manuel López Reche, la va donar a la institució insular, que va promoure, mitjançant Fodesma del Departament de Promoció i Ocupació, una escola taller, i una brigada de mestres d'aixà formada per exalumnes, que procedí a la seva restauració entre gener de l'any 2000 i juny de 2004.
Des de llavors l'embarcació es destina a activitats pedagògiques i ha participat a diversos esdeveniments d'embarcacions clàssiques o de vela llatina a nivell internacional.